# Holló András
Holló András (Budapest, 1943. április 2.) magyar jogász, ügyész, egyetemi oktató. Kutatási területe a törvényesség és az alkotmányosság elvi kérdései. 1990 és 1996 között az Alkotmánybíróság főtitkára, 1996 és 2013 között tagja, 2003 és 2005 között elnöke. 1998 és 2003 között, valamint 2008 és 2013 között a testület elnökhelyettese.

## Életpályája
1961-ben érettségizett, majd a kötelező sorkatonai szolgálat teljesítése után 1962-ben kezdte meg jogi tanulmányait az Eötvös Loránd Tudományegyetem Állam- és Jogtudományi Karán. Itt szerzett 1967-ben jogi diplomát (és doktorátust). Diplomájának megszerzése után 1969-ig ügyészségi fogalmazóként dolgozott, majd szakvizsgája letétele után ügyészként kezdett el dolgozni. 1971 és 1979 között a Legfőbb Ügyészség munkatársa volt, majd átkerült az Államigazgatási Szervezési Intézetbe, ahol először főmunkatársként, majd osztályvezetőként, később tudományos tanácsadóként dolgozott. 1989-ben az Alkotmányelőkészítő Kodifikációs Titkárság vezető munkatársa volt. Közben 1971 és 1981 között alkotmányjogi szemináriumokat vezetett az ELTE Állam- és Jogtudományi Karán, majd 1982-ben a Nehézipari Műszaki Egyetem (1991-től Miskolci Egyetem) Jogtudományi Kar Államtudományi Intézete államjogi (később alkotmányjogi) tanszék csoportvezetője lett. 1984-ben kinevezték egyetemi docenssé.
1984-ben védte meg az állam- és jogtudományok kandidátusi értekezését. Az MTA Közigazgatás-tudományi Bizottságának lett tagja. 1990-ben az Alkotmánybíróság első főtitkárává nevezték ki. Hat évvel később Schmidt Péter helyére a testület tagjává, két évvel később elnökhelyettesévé választották. 2001-ben megerősítették tisztségében, majd Németh János 2003-ban történt nyugdíjba vonulása után az Alkotmánybíróság elnökévé választották. 2005. november 12-én lejárt kilencéves mandátuma, ezzel elnöki megbízatása is megszűnt, de két nappal később az Országgyűlés újabb kilenc évre megválasztotta alkotmánybírónak. 2008-ban újra a testület elnökhelyettesévé választották, miután az addigi elnökhelyettest – Paczolay Pétert – elnökké választották. 2013-ban, hetvenedik életévének betöltésekor távozott a testületből.

## Munkássága
Kutatási területe az alkotmányosság és a törvényesség elméleti és gyakorlati problémái, valamint az alapjogok kérdésköre.
Munkássága kezdetén az ügyészi jogállás témakörével, illetve a korabeli állampolgári (elsősorban közigazgatási jellegű) problémákkal foglalkozott. Több publikációt jelentetett meg még ezenkívül az állampolgári jogok általános kérdéskörével, az Alkotmány értelmezésének elméleti és gyakorlati problematikájával kapcsolatban is. A rendszerváltás idején részt vett az alkotmánymódosító törvények előkészületében.

## Főbb publikációi
- A család jogi védelme (társszerző, 1975)
- Az ügyfelek iskolája (1977)
- Az állampolgári jogok Magyarországon (1979)
- A közigazgatás törvényességének ügyészi felügyelete (1989)
- Az államjogtól a jogállamig (1993)
- Az alkotmánybíróság (1997)
- Az értelmezett Alkotmány (Balogh Zsolttal, 2003)